# 取手市立取手小学校
取手市立取手小学校（とりでしりつ とりでしょうがっこう）とは、茨城県取手市東5丁目にある公立小学校である。

## 沿革

### 取手小学校の部
- 1872年(明治5年)-学制配布により、大鹿村に、大鹿小学校開設
- 1873年（明治6年）3月井野村昌松寺井野小学校(井野村、取手村、台宿村、青柳村、吉田村、長兵衛新田、小文間村連合小学校)から分離により、 - 取手宿（現在の取手 市民会館、福祉会館敷地内）に里仁小学校として創立
- 1875年（明治8年）2月 - 取手小学校と改称
- 1882年(明治15年)から1884年(明治17年)頃に、大鹿村が、取手村に編入合併により、大鹿小学校を、取手小学校に編入合併する
- 1947年（昭和22年）4月 - 取手町と井野村が町村合併により、北相馬郡取手町立取手小学校が北相馬郡取手町立取手小学校取手教場に、北相馬郡井野村立井野小学校が北相馬郡取手町立取手小学校井野教場になる
- 1952年（昭和27年）4月 - 北相馬郡取手町立取手小学校井野教場が北相馬郡取手町立取手第二小学校として分離独立。北相馬郡取手町立取手小学校取手教場が北相馬郡取手町立取手第一小学校と改称
- 1953年（昭和28年）4月 - 北相馬郡取手町立取手第三小学校が分離。
- 1958年（昭和33年）4月 - 北相馬郡取手町立取手第二小学校の編入統合により、北相馬郡取手町立取手小学校と改称
- 1959年（昭和34年）・1960年（昭和35年） - 鉄筋コンクリート校舎を竣工して、現在地[要出典]に移転。取手小学校創立記念日は、5月1日
- 1969年（昭和44年）6月 - 北相馬郡取手町大字台宿の一部と北相馬郡取手町大字井野の一部に取手井野団地が開発される。それに伴い、取手町立井野小学校が分離。
- 1970年（昭和45年）10月1日 - 市制施行により、取手市立取手小学校と改称。
- 1973年（昭和48年）10月 - 取手市立取手小学校100周年記念事業を行う。
- 1977年（昭和52年）4月 - 児童増加により、取手市立吉田小学校が分離。
- 1985年（昭和60年）4月1日 - 井野一丁目、台宿二丁目の一部が、取手市立取手小学校、取手市立白山小学校、取手市立井野小学校の自由通学区域を解消して、指定する
  - 取手市立取手小学校、台宿二丁目の一部
  - 取手市立白山小学校、台宿二丁目の一部、井野一丁目の一部、
  - 取手市立井野小学校、井野一丁目の一部、台宿二丁目の一部

（1985年〈昭和60年〉1月15日発行、「広報とりで」記載）
- 2002年（平成14年） - 敷地内に、新鉄筋コンクリート校舎の一部が完成し移転
- 2003年（平成15年） - 新体育館が完成して、完全竣工する
- 2023年(令和5年)11月-取手市立取手小学校150周年記念事業を行う

### 井野小学校の部
- 1872年(明治5年)-学制配布と共に、本村は、葛飾県第5大区小区に属せり、第３小区は、取手､小堀、台宿､井野、青柳､吉田､長兵衛新田、小文間の連合小学校として､井野村昌松寺内に開設する
- 1873年(明治6年)
  - 3月-取手宿(現在の取手市民会館及び取手福祉会館)に、里仁小学校(取手小学校)を開設して､取手及び台宿地区を分離
  - 4月-小文間村戸田井西光院に、小文間小学校(現在の取手市立取手東小学校)を開設して､小文間地区を分離
  - 8月-青柳村壽福院に、青柳小学校を開設して､青柳地区を分離
  - 8月-小堀村常圓寺に、井野南小学校(小堀小学校)を開設して､小堀地区を分離
- 1886年(明治19年)度-井野村、青柳村、寺田村が、桑原村に編入合併により、井野小学校及び青柳小学校を桑原光明寺内の桑原尋常小学校(旧桑原小学校)(現在の取手市立寺原小学校)に編入合併する
  - 1887年(明治20年)1月-小堀村が取手村に編入合併により、井野南小学校(小堀小学校)を取手尋常小学校(旧取手小学校)に編入合併により、取手尋常小学校小堀分教場と改称する
- 1889年（明治22年）4月 -桑原村から旧井野村及び旧青柳村を分離及び取手町(旧取手村)から旧小堀村を分離による、分村合併より、新しい井野村発足して、桑原尋常小学校､取手尋常小学校から分離して､北相馬郡井野村の井野青柳本願寺の敷地内（後の取手市立取手第一中学校及び現在の取手市立井野なないろ保育所の敷地）に井野小学校として創立(取手尋常小学校小堀分教場(旧井野南小学校)は廃止)
- 1912年(明治45年)4月-利根川河川改修のため、小堀児童の通学に困難を來したるる似て、井野高等尋常小学校小堀分教場を開設する
- 1926年(大正15年)7月-井野高等尋常小学校小堀分教場を廃止して､井野高等尋常小学校本校に収容する
- 1947年（昭和22年）4月 - 取手町と井野村が町村合併により、北相馬郡取手町立取手小学校が北相馬郡取手町立取手小学校取手教場に、北相馬郡井野村立井野小学校が北相馬郡取手町立取手小学校井野教場になる
- 1947年(昭和22年)4月-学校教育法施行により、北相馬郡取手町立取手小学校井野教場内に、北相馬郡学校組合立取手中学校創立する
- 1952年（昭和27年）4月 - 北相馬郡取手町立取手小学校井野教場が北相馬郡取手町立取手第二小学校として分離独立。北相馬郡取手町立取手小学校取手教場が北相馬郡取手町立取手第一小学校と改称
- 1958年（昭和33年）4月 - 北相馬郡取手町立取手第二小学校の編入統合により、北相馬郡取手町立取手小学校と改称

## 学校行事
2021年現在
- 4月 春休み·1学期始業式・入学式
- 5月 創立記念日·運動会
- 6月
- 7月 夏休み（下旬）
- 8月 夏休み（全日）
- 9月
- 10月 1学期終業式・2学期始業式
- 11月 文化祭
- 12月 冬休み（下旬）
- 1月 冬休み（上旬）
- 2月
- 3月 卒業式·2学期修了式·春休み·離任式

## 通学区域
- 取手市
  - 中央町 取手一丁目 - 三丁目 東一丁目 - 五丁目 東六丁目の一部 台宿一丁目 台宿二丁目の一部 台宿 小堀 取手[2]

## 進学先中学校
- 取手市立取手第一中学校
  - 2021年現在。一部地域では取手第一中学校の他、取手市立取手東中学校（1979年 - 2012年）を進学先中学校としていた。

## 交通アクセス
取手駅から徒歩·バスで約5分